# Sirsilla
Sirsilla é uma cidade e um município no distrito de Karimnagar, no estado indiano de Andhra Pradesh.

## Geografia
Sirsilla está localizada a 18° 23′ N, 78° 50′ L. Tem uma altitude média de 322 metros (1056 pés).

## Demografia
Segundo o censo de 2001, Sirsilla tinha uma população de 65 016 habitantes. Os indivíduos do sexo masculino constituem 50% da população e os do sexo feminino 50%. Sirsilla tem uma taxa de literacia de 61%, superior à média nacional de 59,5%: a literacia no sexo masculino é de 72% e no sexo feminino é de 51%. Em Sirsilla, 12% da população está abaixo dos 6 anos de idade.